# نهاش مبرقش
نهاش مبرقش (الاسم العلمي: Lutjanus notatus) (بالإنجليزية: Bluestriped snapper)‏ هو نوع من الأسماك يتبع جنس النهاش من الفصيلة النهاشية.